# كهف قزقابان
كهف قزقابان هو كهف يحتوي منحوتات اثرية يبعد 50 كم غرب السليمانية، يقع في قرية زرزي، في ناحية سورداش ضمن محافظة السليمانية، في وادي نهر ريزان بالقرب من كهف زرزي، ويقع على ارتفاع 7 متر من سطح الجبل. يعود تاريخ هذه المنحوتات إلى عهد ملوك مملكة ميديا حيث تتكون من صالة وثلاث غرف إضافة إلى ثلاث مقابر مفتوحة، وتماثيل مع عدة رموز ونقوش.

## معرض الصور

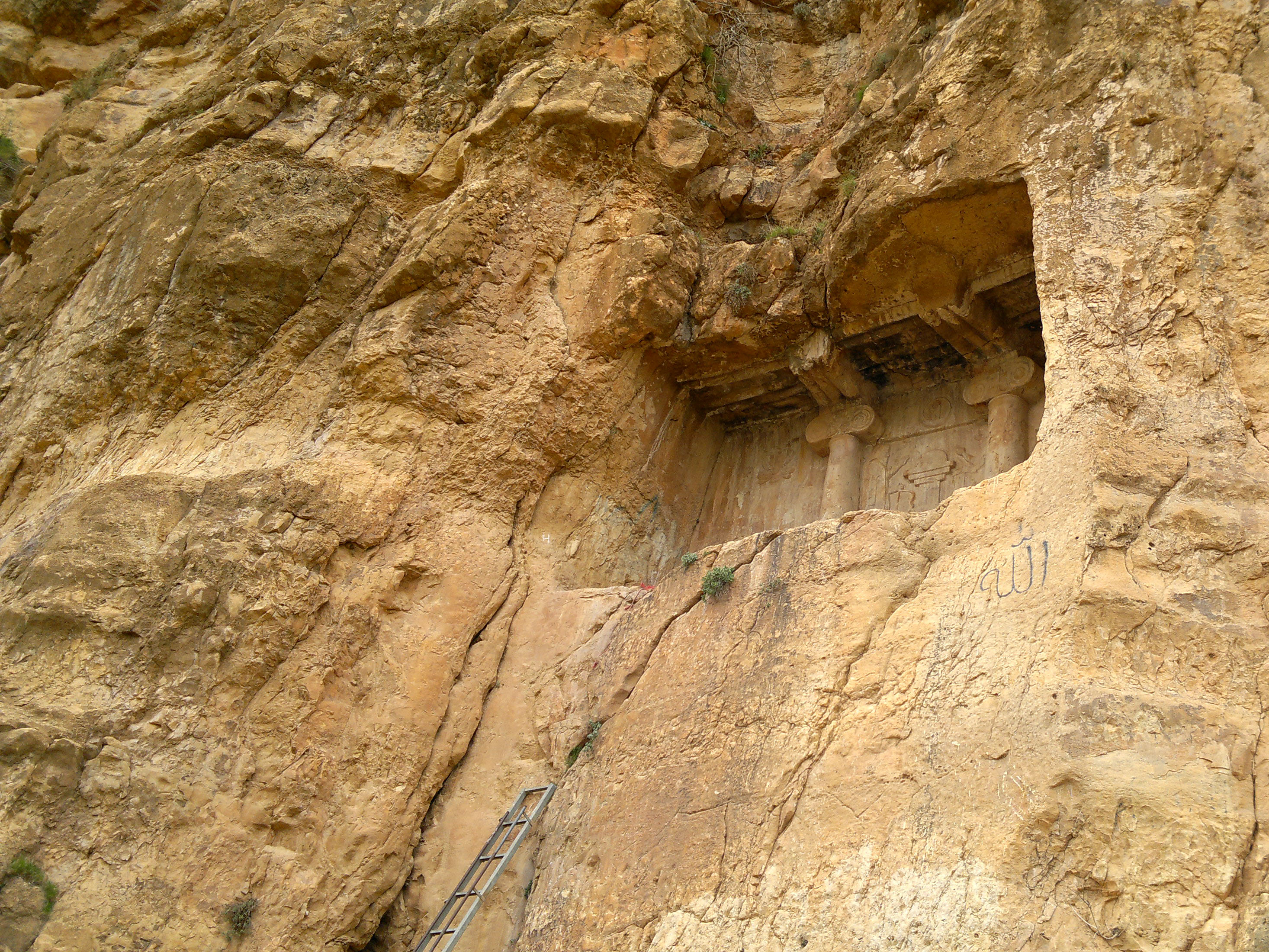
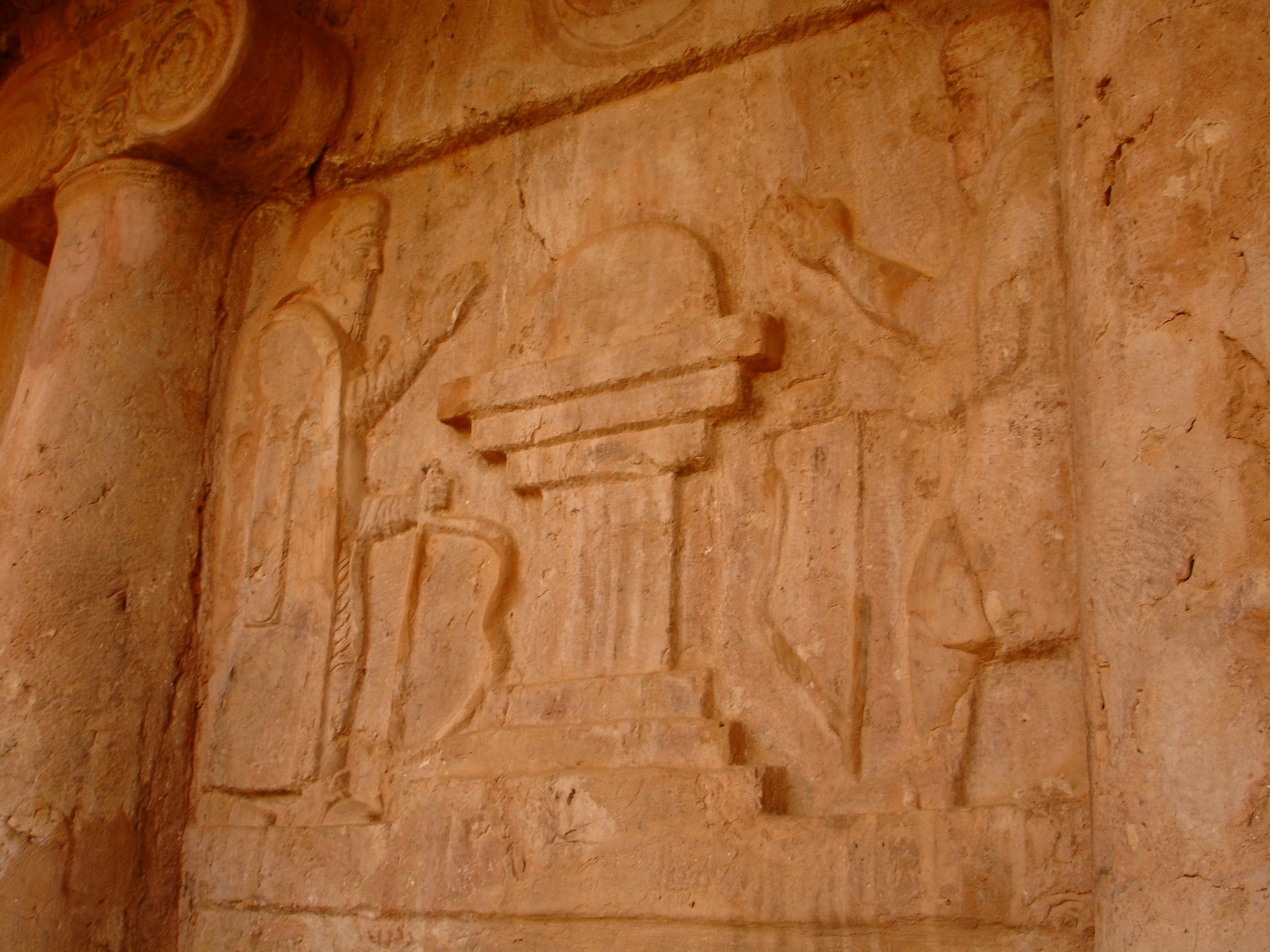
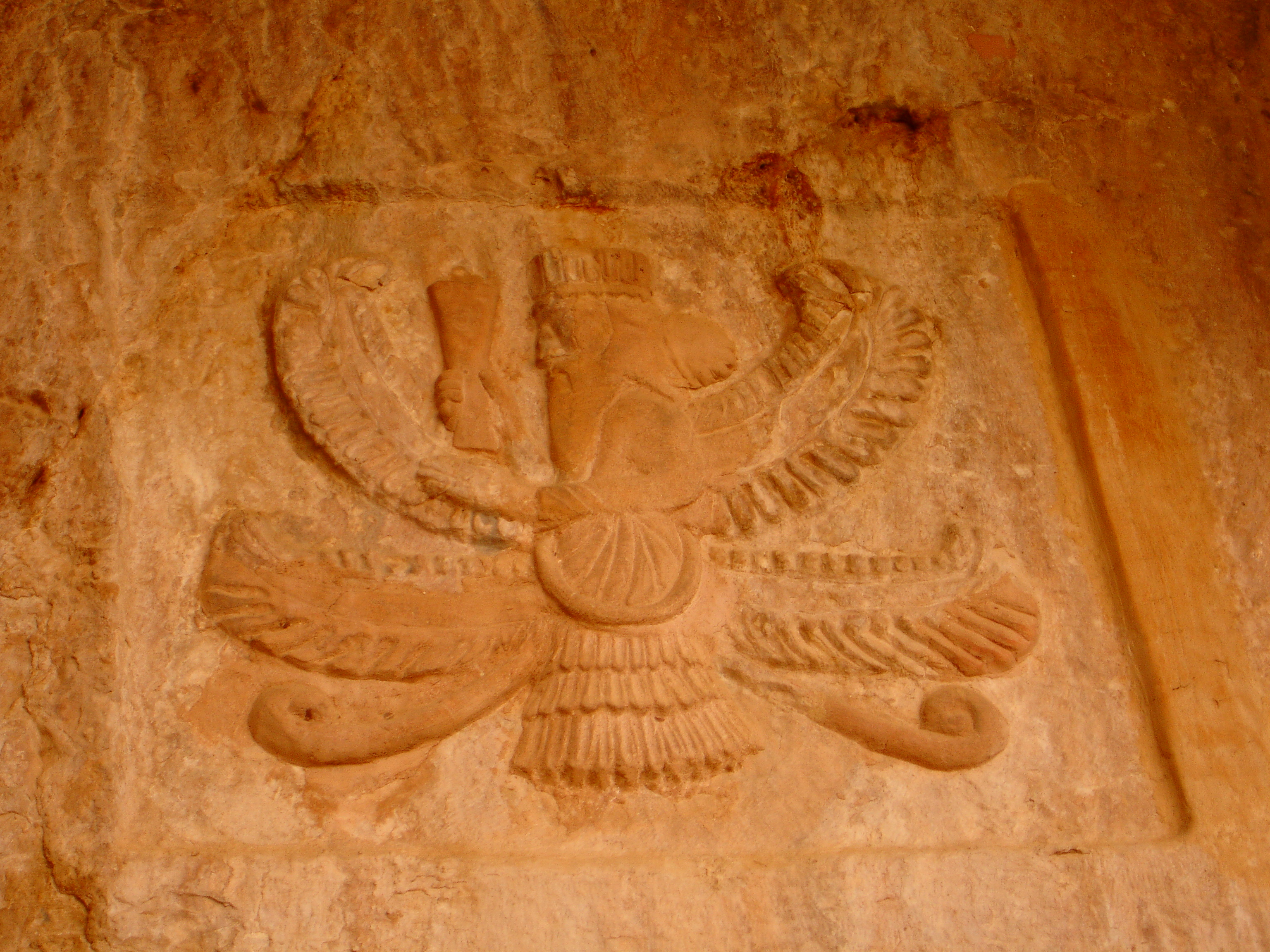
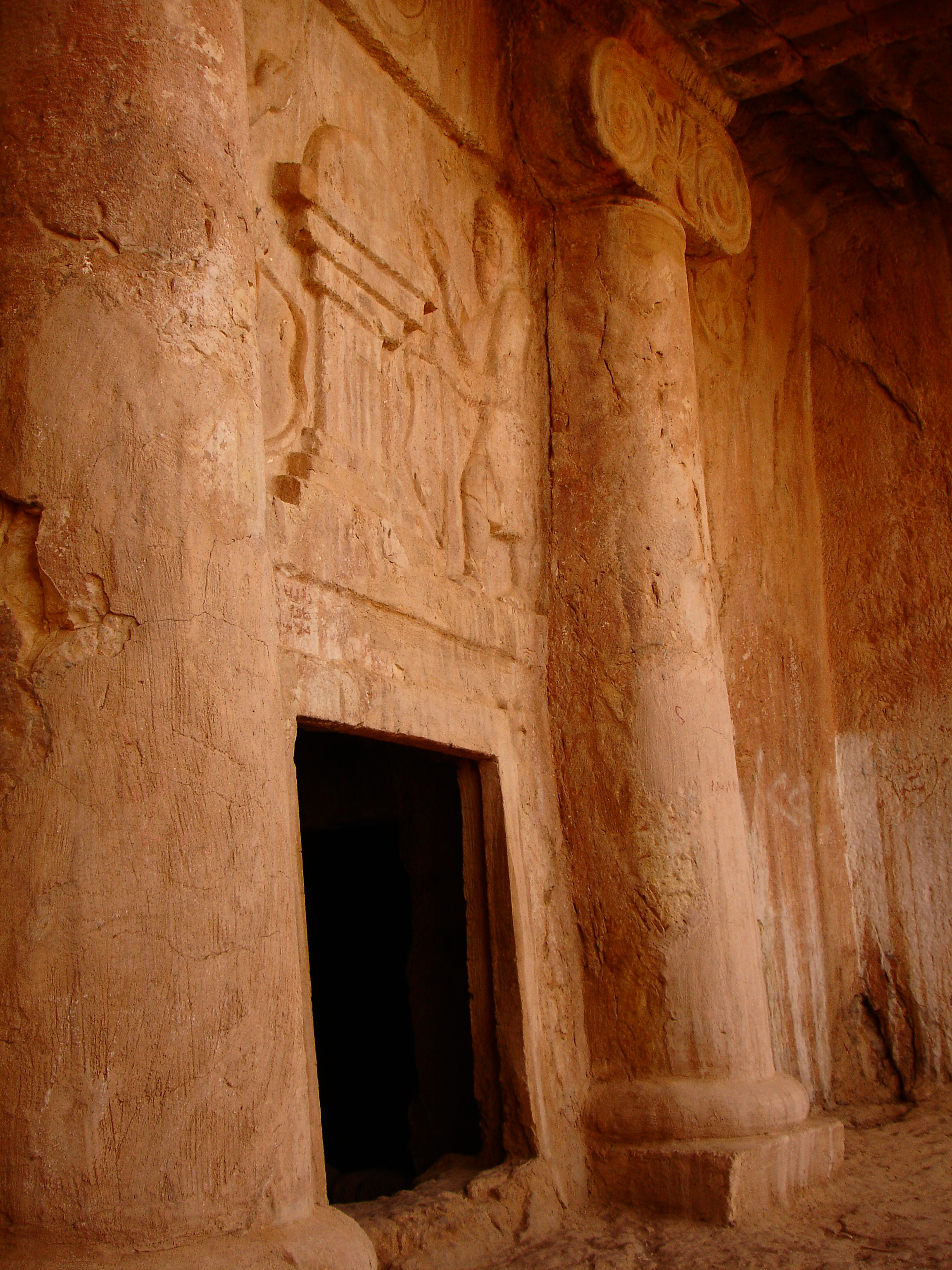
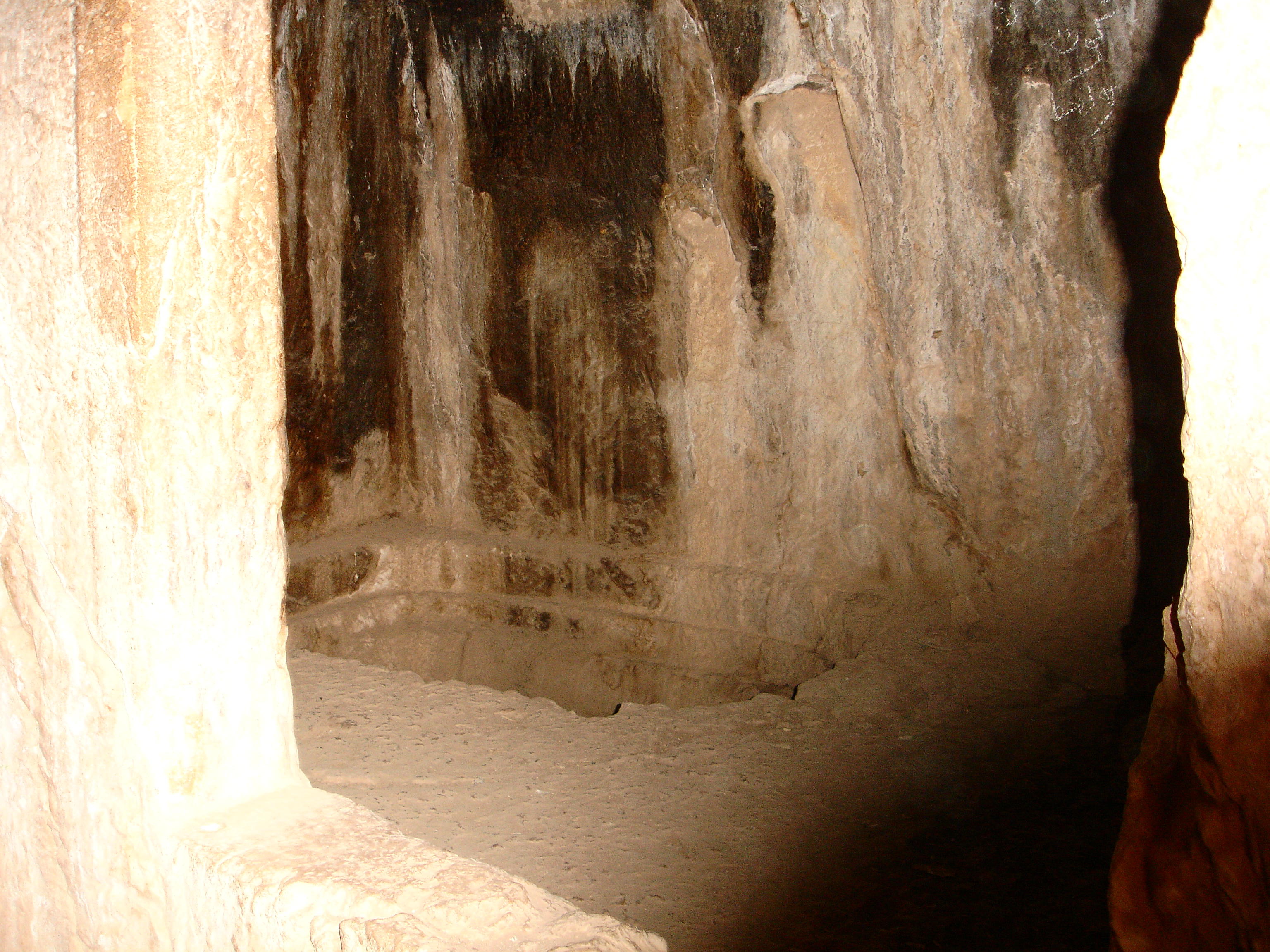
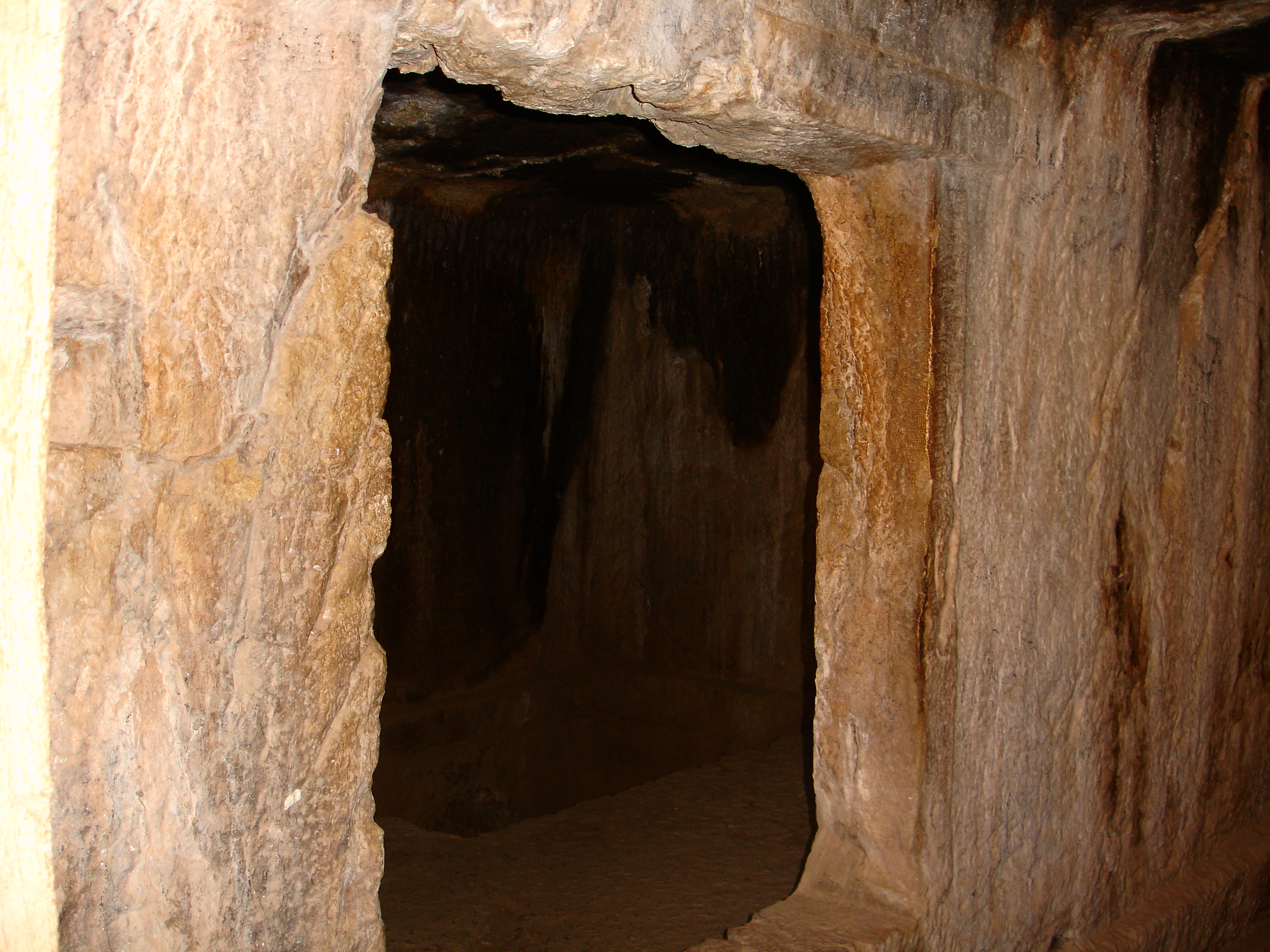